# Radio Mazowsze (Grójec)
Radio Mazowsze – regionalna rozgłośnia radiowa, nadająca od 6 października 2010 do 28 sierpnia 2016 na częstotliwości 96,9 MHz w Radomiu (od lutego 2015) i 106,4 MHz w Grójcu.
29 sierpnia 2016 stacja została włączona do sieci Vox FM i rozpoczęła nadawanie programu jako VOX FM Radom.

## Historia
Radio Mazowsze rozpoczęło swoją działalność 6 października 2010 jako pierwsza grójecka stacja radiowa na częstotliwości 106,4 MHz. Założycielem stacji był przewodniczący rady powiatu grójeckiego, Witold Wójcik. W konkursie na tę częstotliwość pokonał on spółkę Radio TOP, właściciela Radia FaMa. W lipcu 2014 Radio Mazowsze otrzymało koncesję na nadawanie programu radiowego w Radomiu, pokonując m.in. Radio Wawa, Radio Złote Przeboje, Radio Zet Gold i RMF MAXXX. W lipcu 2015 Krajowa Rada Radiofonii i Telewizji wyraziła zgodę, aby uprawnienia koncesyjne przenieść na założoną w kwietniu tego samego roku przez Witolda Wójcika spółkę Mazowsze FM.
W sierpniu 2015 właściciele sprzedali udziały Grupie Radiowej Time, która podjęła decyzję o włączeniu Radia Mazowsze do programu partnerskiego tejże spółki (po Radiu GO, Radiu Września i Radiu Norda FM). W ramach współpracy programowo-reklamowej od grudnia 2015 stacja zaczęła nadawać serwisy informacyjne przygotowywane przez newsroom Grupy Radiowej Time i muzykę w formacie muzycznym Vox FM, wchodząc także do ich ogólnopolskiej sieci sprzedażowej. 29 sierpnia 2016 Radio Mazowsze zostało zastąpione przez Vox FM.

## Zasięg
Początkowo sygnał nadawany był z mocą ERP 0,1 kW z masztu na dachu budynku przy ulicy Mogielnickiej w Grójcu. Od końca kwietnia 2012 anteny nadawcze mieściły się na kominie Binder International w Tarczynie. Sygnał emitowany był z mocą 0,5 kW. Od 2 lutego 2015 roku Radio Mazowsze zaczęło nadawać w Radomiu na częstotliwości 96,9 MHz. Sygnał w Radomiu nadawany był z dachu budynku przy ul. Niedziałkowskiego z mocą 0,1 kW.